# American Princess
American Princess – amerykański serial telewizyjny (komediodramat) wyprodukowany przez  A+E Studios, Tilted Productions oraz Global Road Television Entertainment, którego twórcą jest Jamie Denbo. Serial jest emitowany od  2 czerwca 2019 roku przez Lifetime.
Fabuła serialu opowiada o Amandzie Klein, która w dniu swojego ślubu ucieka spod ołtarza. Odkrywa, że narzeczony nie jest jej wierny. Kobieta ucieka, i przypadkowo trafia na Festiwal Renesansu. Od tego momentu Amanda zmienia swoje życie bezpowrotnie.

## Obsada

### Główna
- Georgia Flood jako Amanda Klein[2]
- Lucas Neff jako David
- Seana Kofoed jakoMaggie
- Rory O’Malley jako Brian
- Mary Hollis Inboden jako Delilah

### Role drugoplanowe
- Lesley Ann Warren jako Joanntha[3]
- Max Ehrich jako Brett[3]
- Mimi Gianopulos jako Morgan[4]
- Helen Madelyn Kim jako Lexi[4]
- Tommy Dorfman jako Nick[4]
- Taylor Gray jako Jose
- Erin Pineda jako Helen[4]
- Matt Peters jako Shart O’Belly[5]
- Lucas Hazlett jako Stick[5]
- Lex King jako Callie[5]
- Steve Agee jako Lee[5]
- Kitana Turnbull jako Breeze
- Mike Lane jako Bo
- Juan Alfonso jako Juan Andres, aka „Faire Bear”[5]
- Sophie Von Haselberg jako Natasha[5]
- Sas Goldberg jako Erin Klein-Fagel[5]
- Patrick Gallagher jako Friar Woodruff[5]
- Tyler Ghyzel jako 'Lil Boy'

## Odcinki
| Sezon | Odcinki | Oryginalna emisja w Lifetime | Oryginalna emisja w Lifetime |
| Sezon | Odcinki | Premiera sezonu              | Finał sezonu                 |
| ----- | ------- | ---------------------------- | ---------------------------- |
| 1     | 10      | 2 czerwca 2019               | 7 lipca 2019                 |

### Sezon 1 (2018)
| #  | Tytuł                             | Reżyseria        | Scenariusz                         | Premiera w Lifetime |
| -- | --------------------------------- | ---------------- | ---------------------------------- | ------------------- |
| 1  | Pilot                             | Claire Scanlon   | Jamie Denbo                        | 2 czerwca 2019      |
| 2  | Just Boob Stuff                   | Mark A. Burley   | Jon Sherman                        | 2 czerwca 2019      |
| 3  | Down There                        | Nick Sandow      | Dana Min Goodman & Julia Wolov     | 9 czerwca 2019      |
| 4  | Why Are You Romeo?                | Jude Weng        | Kathleen Jordan                    | 16 czerwca 2019     |
| 5  | Man Stuff                         | Mark A. Burley   | Joel Stein                         | 23 czerwca 2019     |
| 6  | Queen, Interrupted                | Claire Scanlon   | Robert Sudduth                     | 23 czerwca 2019     |
| 7  | The Tempest                       | Michael McDonald | Rheeqrheeq Chainey, Sarah Stoecker | 30 czerwca 2019     |
| 8  | Fairemily Matters                 | Bill Purple      | Robert Sudduth                     | 30 czerwca 2019     |
| 9  | You Can Always Trust Your Vaganya |                  |                                    | 7 lipca 2019        |
| 10 | Faire Well                        |                  |                                    | 7 lipca 2019        |

## Produkcja
10 sierpnia 2017 roku, stacja Lifetime zamówiła pierwszy sezon serialu.
Pod koniec kwietnia 2018 roku poinformowano, że główną rolę zagra Georgia Flood.
W maju 2018 roku ogłoszono, że Max Ehrich Lesley i Ann Warren otrzymali rolę powracające w serialu.
W lipcu 2018 roku obsada powiększyła się o: Mimi Gianopulos, Helen Madelyn, Kim, Tommy Dorfman, Erin Pineda, Matta Petersa, Lucasa Hazletta, Lexa Kinga, Stevea Ageea, Kitana Turnbull, Mike Lane, Juana Alfonso, Sophie Von Haselberg, Sasa Goldberga oraz Patricka Gallaghera.
Pod koniec sierpnia 2019, stacja Lifetime ogłosiła anulowanie produkcji drugiego sezonu.